# Wet (альбом)
| Оценки критиков | Оценки критиков |
| Источник        | Оценка          |
| --------------- | --------------- |
| Allmusic        | [ 1 ]           |
| Rolling Stone   | Unfavorable     |

Wet (с англ. — «Влажный») — двадцать первый студийный альбом американской певицы Барбры Стрейзанд, выпущенный в 1979 году на Columbia Records и спродюсированный Гэри Кляйном. Альбом является концептуальным, каждая песня посвящена теме воды и её различным воплощениям. Кроме того, слово Wet является первым и последним, звучавшим на пластинке. По состоянию на 2012 год альбом был сертифицирован Американской ассоциацией звукозаписывающих компаний как платиновый.

## Об альбоме
Стрейзанд записала альбом Wet в Голливуде за пять сессий в июле 1979 года. Она вернулась в студию Capitol Studios 8 августа для записи песен «Niagara», «After the Rain» и «Tracks of My Tears». Последняя была написана Смоки Робинсоном, Уорреном Муром и Марвином Тарплином и в альбом не вошла.
Заглавная песня с альбома, соавтором которой являлась сама Барбра, была записана 23 июля 1979 году с оркестром из 55 музыкантов. Песня «On Rainy Afternoons», написанная четой Бергманов и Лало Шифрином была изначально создана для фильма 1976 года Орёл приземлился с Майклом Кейном и Робертом Дювалем в главных ролях. Песня «Kiss Me In The Rain» стала первым большим хитом для авторов Лайзы Рэтнер и Сэнди Фэрина. Песня «Splish Splash» —- кавер-версия хита Бобби Дарина, бэк-вокал на этой песне был исполнен вокалистом группы Toto, Бобби Кимбалом.
Песни «Understand Your Man» и «I Am Alone Tonight» Алана Гордона, «Rainbow Connection» Пола Уильямса и Кеннета Ашера и «Something's Missing From My Life» Ашера и Пола Джабара в альбом не попали и остаются неизданными. «Rainbow Connection» была фаворитом сына Стрейзанд, Джейсона, и именно он попросил её записать для альбома.
14 августа 1979 года Барбра и Донна Саммер начали запись дуэта «No More Tears (Enough Is Enough)» в Санта Монике. Пол Джабара написал песню со своим другом Брюсом Робертсом. Джабара рассказывал: «Я хотел, чтобы Барбра включила 'Enough Is Enough' в свой альбом Wet. Но в тексте песни не было никаких упоминаний о воде». После того как он добавил строчки в начале песни It’s raining/It’s pouring для соответствия концепту альбома, Джабара попросил устроить встречу с Барброй, чтобы проиграть ей эту песню. За день до этого, он позвал на эту же встречу Донну. Джабара продолжал: «Когда я дозвонился до Стрейзанд, трубку взял её 11-летний сын Джейсон. Я попросил его узнать, не хочет ли Стрейзанд присоединиться к нам с Саммер за ланчем. Он закричал: 'Донна Саммер!'. Выяснилось, что Джейсон был самым большим фанатом Донны в мире. Так что мы обязаны ему за то, что этот дуэт состоялся. Когда я рассказал певицам о том, что хочу, чтобы они записи песню в дуэте, они обе были рады этой идее». Песня была записана за две недели в студии Village Recorder. Певицы для раскрутки песни снялись в совместной фотосессии Франческо Скавулло.
Фотографии для оформления альбома были сняты Марио Касилли, известным своими фотосессиями для журнала Playboy.

## Коммерческий успех
Альбом дебютировал в чарте Billboard 200 на 51 месте 3 ноября 1979 года и достиг пик-позиции на 7 месте 8 декабря, оставаясь в чарте 26 недель. 22 февраля 1980 года альбом был сертифицирован как платиновый. Пластинка имела успех и в других странах, став платиновой в Австралии и Канаде и золотой в Великобритании.
Первым синглом с альбома стала «No More Tears (Enough Is Enough)». Сингл дебютировал в Billboard Hot 100 на 59 месте 20 октября 1979 года, а 24 ноября достиг первой позиции, став четвёртым №1 хитом для обеих певиц. Песня провела на вершине чарта две недели и 15 недель в топ-100. 11 февраля 1980 года сингл был сертифицирован как золотой, а 19 августа 1997 года - как платиновый. В декабре 1979 года вышел второй сингл —- «Kiss Me in the Rain». Песня достигла 37 позиции в чарте и оставалась 11 недель в топ-100.

## Список композиций
1. «Wet» (Sue Sheridan, Barbra Streisand, David Wolfert) – 4:23
2. «Come Rain or Come Shine» (Harold Arlen, Johnny Mercer) – 3:49
3. «Splish Splash» (Bobby Darin, Jean Murray, Barbra Streisand) – 4:06
4. «On Rainy Afternoons» (Alan Bergman, Marilyn Bergman, Lalo Schifrin) – 4:20
5. «After the Rain» (Alan Bergman, Marilyn Bergman, Michel Legrand) – 5:08
6. «No More Tears (Enough Is Enough)» (Paul Jabara, Bruce Roberts) – 8:19
  - Дуэт в исполнении Стрейзанд и Донны Саммер
7. «Niagara» (Carole Bayer Sager, Marvin Hamlisch, Bruce Roberts) – 4:37
8. «I Ain't Gonna Cry Tonight» (Alan Gordon) – 3:44
9. «Kiss Me in the Rain» (Santo "Sandy" Farina, Lisa Ratner) – 4:20

## Позиции в хит-парадах
| Чарт                             | Место |
| -------------------------------- | ----- |
| Новая Зеландия (RMNZ)            | 21    |
| Норвегия (VG-lista)              | 39    |
| Швеция (Sverigetopplistan)       | 22    |
| Великобритания (UK Albums Chart) | 25    |
| США (Billboard 200)              | 7     |

| Чарт (1980)                        | Позиция |
| ---------------------------------- | ------- |
| Канада (RPM Year-End)              | 31      |
| США (Billboard Top Popular Albums) | 55      |

## Сертификации
| Регион | Сертификация | Продажи    |
| --- | ------------ | ---------- |
| Австралия (ARIA) | Платиновый   | 70 000^    |
| Канада (Music Canada) | Платиновый   | 100 000^   |
| Великобритания (BPI) | Золотой      | 100 000^   |
| США (RIAA) | Платиновый   | 1 000 000^ |
| * Данные о продажах приведены только на основе сертификации. ^ Данные о тиражах приведены только на основе сертификации. |              |            |